# Aek Sian Simun
Aek Sian Simun is een bestuurslaag in het regentschap Tapanuli Utara van de provincie Noord-Sumatra, Indonesië. Aek Sian Simun telt 1037 inwoners (volkstelling 2010).